# Francisco López de Gómara
Francisco López de Gómara (Gómara, 1511 – Gómara, 1566) è stato un religioso e storico spagnolo.

## Biografia
La sua fama è dovuta principalmente alla cronaca che scrisse sulla conquista del Messico, anche se non attraversò mai l'Atlantico. Pur non avendo mai visitato il Nuovo Mondo, produsse molte opere sulla conquista di quelle nuove terre. Assai apprezzata è la parte dedicata alla conquista dell'impero Inca.
Fu anche un apprezzato umanista che conobbe Hernán Cortés e rimase nella sua casa come cappellano, ascoltando tutto quello che veniva raccontato, dai numerosi frequentatori.
Scrisse vari libri sulle persone odiate e amate dal suo patrono.
La sua cronaca sulla conquista del Messico fu la base per l'altra opera fondamentale, sulla conquista, scritta da Bernal Díaz del Castillo.

## Opere
Le sue opere principali sono:

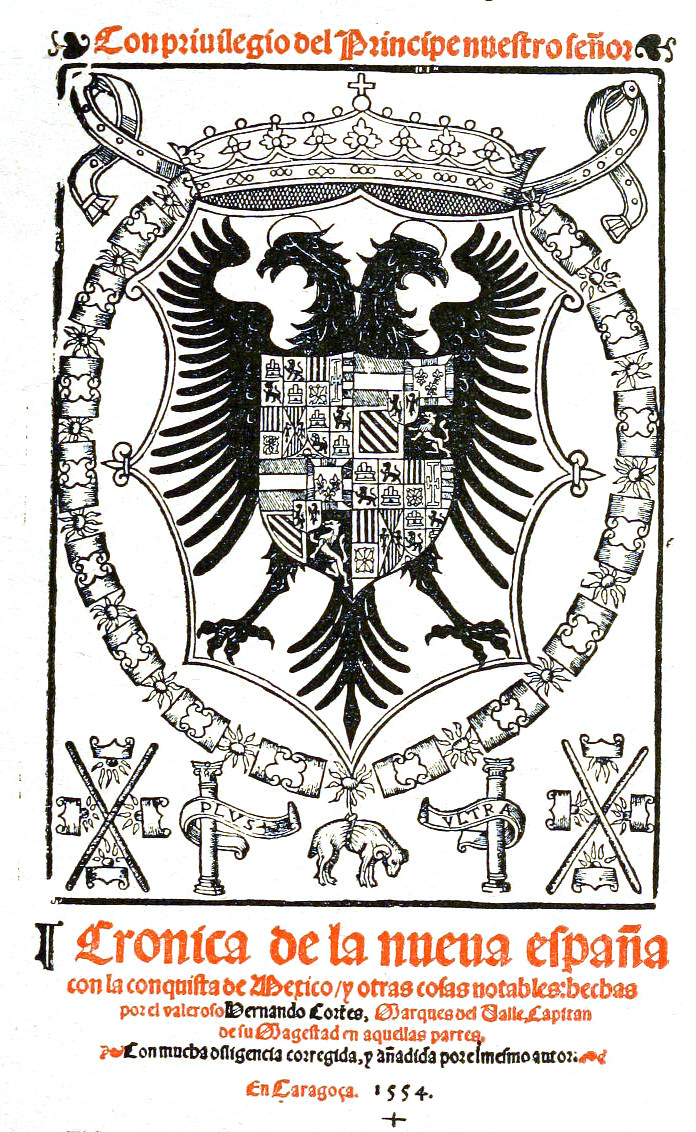
Copertina del libro del 1555

- La Historia general de las Indias y todo lo acaescido en ellas dende que se ganaron hasta agora y La conquista de Mexico, y de la nueua España. (1553)
- La segunda parte de la Historia general de las Indias que contiene La conquista de Mexico, y de la nueua España. (1553)
- Cronaca dei Barbarossa
- Annali di Carlo V
- Vita di Hernán Cortés